# Ptychomitrium obtusifolium
Ptychomitrium obtusifolium är en bladmossart som beskrevs av Jean Édouard Gabriel Narcisse Paris 1905. Ptychomitrium obtusifolium ingår i släktet atlantmossor, och familjen Ptychomitriaceae. Inga underarter finns listade i Catalogue of Life.